# Adela Ibabe
Adela Ibabe Ortueta (Aramayona, 23 de noviembre de 1945 – Baracaldo, 11 de febrero de 1973) fue una profesora española de ikastola en Mondragón en el final de la década de 1960 y el principio de la década de 1970. En 1973, quedándose embarazada estando soltera, falleció tras serle practicado un aborto clandestino. Su muerte causó un gran impacto y pesar, reflejado en la canción Adela del grupo Oskorri escrita por Gabriel Aresti y Natxo de Felipe.

## Biografía
Adela Ibabe nació en el caserío Zubietagain, siendo la quinta de ocho hermanos. Obtuvo un diploma en Magisterio en Vitoria y seguidamente comenzó a trabajar como profesora en las escuelas de Oñate. En 1968, junto a dos amigas del Alto Deva se involucró en un proyecto mayor: la creación de la Ikastola San Francisco Javier de Mondragón (actual Ikastola Arizmendi).
Comenzó como profesora en la recién creada escuela y a los pocos años se vio afectada por los conflictos internos derivados del proceso de institucionalización de las ikastolas. Muestra de la magnitud de aquellos conflictos son los despidos masivos que se dieron en los siguientes años. Los primeros despidos tuvieron lugar en la ikastola de Villareal de Urrechua. Allí, durante el curso 1970-71 diez profesores fueron despedidos. En los meses siguientes se sucedieron los despidos, entre otros, en Andoáin, Ondarroa, Baracaldo, Algorta, Leioa, Deusto y Mondragón. El motivo de los despidos no fue el mismo, pero, en la mayoría de casos estaban motivados la cuestión religiosa, política, la rectitud de la vida privada de los profesores y, en algunos casos, el modelo pedagógico.

## Fallecimiento
En 1973, estando soltera, Adela Ibabe se quedó embarazada. Siendo ilegal abortar, recurrió a la práctica de un aborto clandestino. La intervención fue realizada por un médico francés y tuvo lugar en una vivienda de Irún. Tras pasar allí la noche, Adela regresó al Alto Deva. Allí, sintiéndose mal, fue trasladada al Hospital de Mondragón donde los médicos constataron que sufría una hemorragia interna y que su situación era grave. Fue trasladada en ambulancia al Hospital de Cruces, donde falleció a las pocas horas, el 11 de febrero de 1973.
Su fallecimiento tuvo consecuencias judiciales al estar el aborto fuera de la ley. Los dos amigos que la trasladaron al Hospital fueron llamados a declarar pero quedaron finalmente fuera de la causa con la ayuda del abogado Miguel Castells. El médico francés en cambio sí fue juzgado, encargándose de su defensa el abogado Juan María Bandrés. Al finalizar el proceso, fue encarcelado quedando libre al poco tiempo.